# Ronga (Rosja)
Ronga (ros. Ронга) – wieś (sieło) w Rosji, w Mari El, w rejonie sowieckim. W 2010 liczyła 1333 mieszkańców.